# بخش سونی
بخش سونی (به انگلیسی: Seoni district) یک منطقهٔ مسکونی در هند است که در Jabalpur division واقع شده‌است. بخش سونی ۸٬۷۵۸ کیلومتر مربع مساحت و ۱٬۳۷۹٬۱۳۱ نفر جمعیت دارد.